# Undo (песен на Сана Нилсен)
„Undo“ е песен на шведската певица Сана Нилсен, бързотемпова балада. Написана е от Фредрик Кемпе, Давид Крюгер и Хамед „K-One“ Пирузпана. Представена е във втория полуфинал на „Мелодифестивален 2014“. Песента успешно преминава на финал. Сингълът е официално издаден на 23 февруари 2014 година и е част от EP албум, носещ същото име.
На 8 март 2014 година песента печели шведския селекционен фестивал и е изпълнена на „Евровизия 2014“ на 6 май 2014 година.

## Критически отзиви
Повечето отзиви към песента са положителни и тя често е сочена като фаворит на селекцията. Оливиер Роше от Oikotimes я описва като „горещия фаворит на нощта“. Той също твърди, че песента е по-трудно запомняща се в сравнение с предходни песни на певицата за „Мелодифестивален“. Били Ксифарас от Wiwibloggs счита, че Нилсен вероятно е един от най-силните участници във втория полуфинал и дори сравнява началото на песента ѝ с „Wrecking Ball“ на Майли Сайръс.
„Undo“ получава оценка 8,2 от 10 от Wiwibloggs, втори най-висок резултат в класацията им след „Survivor“ на Елена Папаризу (8,48).

## Мелодифестивален
„Undo“ се състезава под шести номер във втория полуфинал на „Мелодифестивален“, проведен на 8 февруари в „Клоета сентър“ в Линшьопинг. Класира се директно на финал, тъй като заема едно от първите две места. На финала печели с 2 точки преднина пред песента на Ейс Уайлдър, получавайки 90 точки от международното жури и 122 точки от вота на зрителите.